# كون ضعيف (فيزياء)

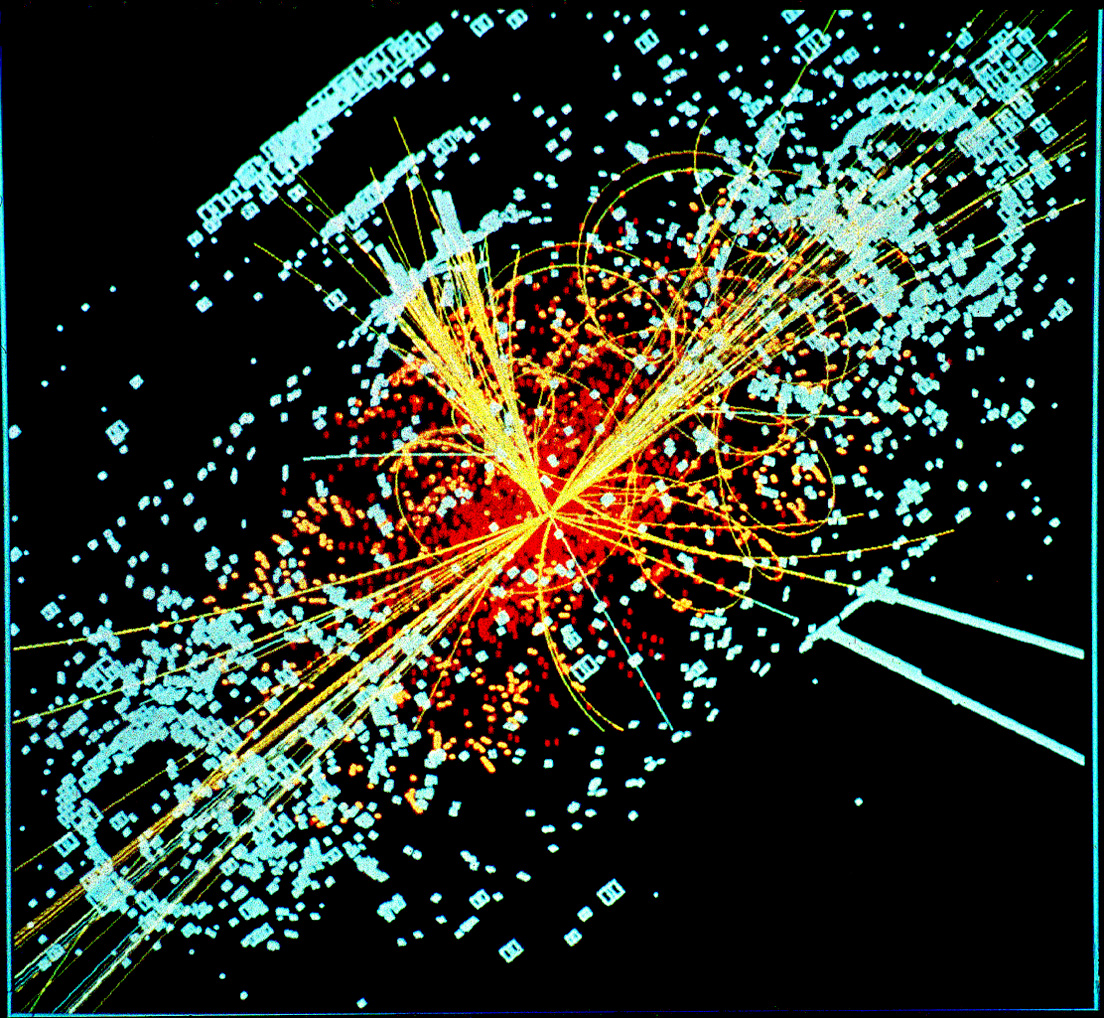

الكون الضعيف هو كون افتراضي لا يحتوي على تفاعلات ضعيفة، لكنه يشبه إلى حد بعيد كوننا.

## نبذة
تم بناء الكون الضعيف ليكون له فيزياء ذرية وكيمياء متطابقة مع الفيزياء والكيمياء الذرية القياسية. تتضمن ديناميكيات الكون الضعيف فترة من تخليق الانفجار العظيم النووي، وتشكيل النجوم، والنجوم ذات الوقود الكافي للاحتراق لمليارات السنين، والتوليف النووي النجمي للعناصر الثقيلة وأيضًا المستعرات الأعظمية التي توزع العناصر الثقيلة في الوسط بين النجمي.

## الدافع
تعتبر قوة التفاعل الضعيف مشكلة بارزة في فيزياء الجسيمات الحديثة. يجب أن تشرح النظرية بشكل مثالي لماذا يكون التفاعل الضعيف أقوى من الجاذبية بـ 32 مرتبة؛ يُعرف هذا بمشكلة التسلسل الهرمي. هناك العديد من النماذج التي تعالج مشكلة التسلسل الهرمي بطريقة ديناميكية وطبيعية، على سبيل المثال التناظر الفائق والألوان التقنية والأبعاد الإضافية المشوهة، وما إلى ذلك.
تعتبر نظرية الكون الضعيف نهج بديل لشرح مشكلة التسلسل الهرمي هو استدعاء المبدأ الأنثروبي: يفترض المرء أن هناك العديد من البقع الأخرى في الكون (أو الكون المتعدد) التي تختلف فيها الفيزياء اختلافًا كبيرًا. على وجه الخصوص يمكن للمرء أن يفترض أن «المناظر الطبيعية» للأكوان المحتملة تحتوي على تلك التي تمتلك فيها القوة الضعيفة قوة مختلفة مقارنة بقوتنا. في مثل هذا السيناريو من المفترض أن يتطور المراقبون حيثما أمكنهم ذلك. إذا كانت القوة المرصودة للقوة الضعيفة ضرورية لظهور المراقبين.
يُقصد بالكون الافتراضي بدون تفاعل ضعيف أن يكون بمثابة مثال مضاد للنهج الأنثروبي لمشكلة التسلسل الهرمي. بالنسبة لهذا «الكون الضعيف»، تتنوع المعلمات الأخرى مع تغير مقياس الانكسار الكهروضعيف. في الواقع تشير نظرية الأوتار إلى أن المشهد كبير جدًا ومتنوع. تشير القابلية الظاهرية للكون الضعيف إلى أن الاستدلال الأنثروبى وحده لا يمكن أن يفسر مشكلة التسلسل الهرمي، ما لم يتم تقييد الفراغ المتاح في المشهد بشدة لسبب آخر.

## روابط خارجية
- Jenkins, Alejandro؛ Perez, Gilad (ديسمبر 2009). "Looking for life in the multiverse". Scientific American. مؤرشف من الأصل في 2021-11-21.